# Oxypetalum malmei
Oxypetalum malmei är en oleanderväxtart som beskrevs av Frederico Carlos Hoehne. Oxypetalum malmei ingår i släktet Oxypetalum och familjen oleanderväxter. Inga underarter finns listade i Catalogue of Life.